# Tu tiempo llama
Tu tiempo llama (en hangul, 너의 시간 속으로; hanja: 너의 時間 속으로; romanización revisada del coreano: Neoui Sigan Sog-euro) es una serie de televisión web surcoreana dirigida por Kim Jin-won y protagonizada por Ahn Hyo-seop, Jeon Yeo-been y Kang Hoon. Es una versión de la serie taiwanesa Someday Or One Day, emitida por el canal CTV entre 2019 y 2020. La emisión de Tu tiempo llama está programada para el 8 de septiembre de 2023 por la plataforma Netflix.

## Sinopsis
La serie gira en torno al romance de fantasía que surge con un viaje en el tiempo entre los tres protagonistas: Joon-hee, Yeon-joon e In-kyoo. En el año 2023, Joon-hee no puede olvidar a su novio Yeon-joon, quien había muerto un año atrás. De alguna manera viaja en el tiempo a 1998 y se despierta en el cuerpo de una persona diferente, Min-joo, de 18 años; conoce entonces a Si-heon, quien tiene un parecido asombroso con su novio fallecido. Por su parte, In-kyoo, que es el mejor amigo de Si-heon, está enamorado de Min-joo desde hace mucho tiempo.

## Reparto

### Principal
- Ahn Hyo-seop como Koo Yeon-joon/Nam Si-heon, respectivamente el novio fallecido de Joon-hee y un chico de 1998 que se parece a él.[7]

- Jeon Yeo-been como Han Joon-hee/Kwon Min-joo, respectivamente la novia de Yeon-joon, y que todavía no ha superado su muerte, y la chica en cuyo cuerpo termina después de viajar en el tiempo a 1998.[8][9]

- Kang Hoon como Jung In-kyoo, el mejor amigo de Si-heon, que está enamorado de Min-joo.[10][11]

### Secundario

#### Familia de Min-joo
- Park Hyuk-kwon como Bae Ji-won, tío de Min-joo.[12]
- Jang Hye-jin como Bae Mi-young, la madre de Min-joo.
- Lee Min-goo como Kwon Do-hoon, hermano menor de Min-joo.[13]
- Sung Ki-yoon como Kwon Sang-jo, el padre de Min-joo.

#### Entorno de Joon-hee
- Seo Ye-hwa como Seo Na-eun, amiga íntima de Joon-hee desde la universidad.[14][15]
- Min Jin-woong como Oh Chan-young.
- Park Ki-woong como Choi Myung-il.
- Kim Deok-ju como la abuela de Joon-hee.
- Do Sang-woo como Park Do-hyun, exnovio de Joon-hee.[16][17]
- Yoon Sang-jung como Hye-mi, una compañera de clase de Joon-hee.[18]

### Apariciones especiales
- Rowoon como Tae-ha.[19][20]

## Producción
Las productoras Npio Entertainment y Lian Contents anunciaron el 22 de febrero de 2021 que habían firmado el contrato por los derechos de autor para una versión de la popular serie taiwanesa Someday Or One Day, y que la producción comenzaría en breve. En diciembre del mismo año las agencias de Ahn Hyo-seop y Jeon Yeo-bin anunciaron que ambos estaban tomando en consideración protagonizarla. En febrero de 2022 se añadió el nombre de Kang Hoon. La aparición de Rowoon se hizo posible gracias a su amistad con Ahn Hyo-seop, y de hecho el pago que solicitó fue que la productora le enviase a este último un camión de comida durante el rodaje. Dados los papeles que interpretan ambos, el director había querido que fueran amigos íntimos para facilitar las actuaciones.
Netflix confirmó la producción de Tu tiempo llama en marzo de 2022, así como los nombres de las empresas productoras (Npio Entertainment, Lian Contents y Studio Flow) y de su guionista, director y protagonistas. El rodaje comenzó en el mes de abril.
La serie está dirigida por Kim Jin-won (conocido por haber dirigido también otras series como The Innocent Man (2012), Just Between Lovers (2017) y My Country (2019). Sobre su papel en Tu tiempo llama, declaró que, dado que la historia original era muy conocida y apreciada, se enfocó en «mantener la autenticidad del trabajo original hasta el final mientras hacía un gran esfuerzo para crear un personaje único para nuestro trabajo».
Las primeras imágenes de la serie fueron publicadas el 17 de enero de 2023. El 11 de agosto del mismo año Netflix anunció la fecha del estreno y lanzó un cartel y un tráiler de la serie.